# Alfonso Vargas
Alfonso Vargas Lyng (Valparaíso, 16 de diciembre de 1951) es un ingeniero comercial, empresario y político chileno, militante de Renovación Nacional (RN). Se desempeñó como alcalde de la comuna de Nogales, designado por la dictadura militar del general Augusto Pinochet, entre 1983 y 1987. Luego, ejerció como diputado de la República en representación del antiguo distrito n° 10 durante cuatro periodos consecutivos; 1994-1998; 1998-2002; 2002-2006; y 2006-2010.
Desde marzo de 2018 hasta noviembre de 2019 fungió como subsecretario de Agricultura bajo el segundo gobierno del presidente Sebastián Piñera, para luego ser nombrado subsecretario para las Fuerzas Armadas tal como lo fue entre marzo de 2010 y marzo de 2014, durante la primera administración de Piñera.

## Familia y estudios
Nació el 16 de diciembre de 1951, en Valparaíso, hijo de Pedro Alfonso Vargas Carretero y de Julia Lyng Pijoan.
Cursó sus estudios básicos en el Colegio Alemán de Valparaíso, y sus estudios secundarios en el Instituto Rafael Ariztía de Quillota. Posteriormente ingresó a la Universidad de Chile en donde se tituló como ingeniero comercial.
Comenzó su carrera profesional como empresario agrícola, productor y exportador de frutas. Se hizo dueño también de un criadero de caballos chilenos. Participó como jinete de rodeo en los Campeonatos Nacionales entre 1975 y 1992 representando a la Región de Valparaíso. Fue fundador de la Asociación de Rodeo de Quillota siendo nombrado presidente entre los años 1987 y 1989, cuando fue elegido como director nacional de la Federación del Rodeo Chileno, cargo que desempeñó hasta 1992. Ese mismo año se convirtió en director nacional de la Federación de Criadores de Caballos Chilenos.
Estuvo casado con Myriam Gómez con quien tuvo cuatro hijas.

## Carrera política
La dictadura militar encabezada por Augusto Pinochet lo nombró alcalde de la comuna de Nogales durante los años 1983 y 1987.
En noviembre de 1993 fue presentado como candidato a diputado por Renovación Nacional representando al distrito N.° 10, comprendido por las comunas de Cabildo, Calera, Hijuelas, La Cruz, La Ligua, Nogales, Papudo, Petorca, Puchuncaví, Quillota, Quintero y Zapallar, pertenecientes a la Región de Valparaíso, para el periodo 1994-1998. Fue elegido con el 24,34% de los votos, e integró las comisiones permanentes de Agricultura, Desarrollo Rural y Marítimo, y de Derechos Humanos, Nacionalidad y Ciudadanía; además de la Comisión Especial de Desarrollo de la V Región, y la Comisión Investigadora del Caso de las Uvas Envenenadas.
Sería reelecto en las elecciones de 1997, para el periodo legislativo 1998-2002. En la cámara integró la Comisión de Obras Públicas, Transportes y Telecomunicaciones.
Consiguió su elección por un tercer periodo en 2001, para el periodo 2002-2006. Integró las Comisiones de Derechos Humanos, Nacionalidad y Ciudadanía, y de Pesca, Acuicultura e Intereses Marítimos. Participó en las comisiones investigadoras sobre Accionar de la Dirección del Trabajo, y sobre de Asesorías Efectuadas en Reparticiones Gubernamentales; además de la Comisión Especial de la Juventud.
En 2005 fue reelegido por el mismo distrito. Integró la Comisión Permanente de Defensa Nacional, y la Comisión Especial sobre Política Antártica Chilena; además de las comisiones investigadoras sobre Accionar de la Dirección del Trabajo, y Sobre Asesorías Efectuadas en Reparticiones Gubernamentales.

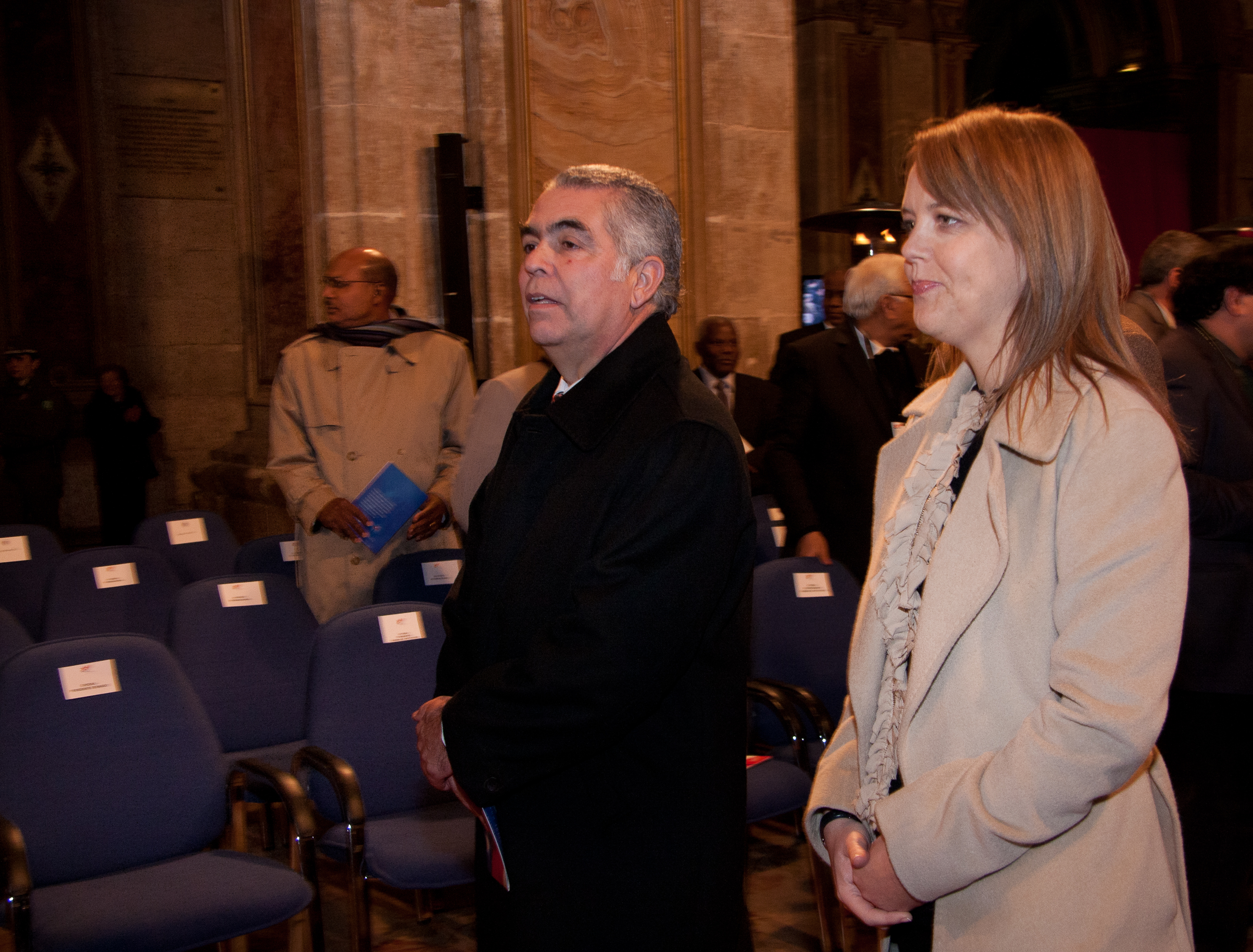
Vargas y Ena von Baer en 2011.

El 18 de marzo de 2009 fue elegido como primer vicepresidente de la Cámara de Diputados, cargo que desempeñó hasta marzo de 2010.
Como vicepresidente de la Cámara, participó en la 18.ª Reunión Anual del Foro Parlamentario del Asia-Pacífico (APPF), que se realizó desde el 17 al 22 de enero de 2010, en Singapur.
En las elecciones parlamentarias de 2009 nuevamente se presentó como candidato a diputado por el mismo distrito, pero no fue elegido.
En febrero de 2010 fue confirmado como subsecretario para las Fuerzas Armadas del primer gobierno de Sebastián Piñera, cargo que asumió el 11 de marzo del mismo año. En enero de 2011 fue designado interinamente como ministro de Defensa, debido a la renuncia de Jaime Ravinet, hasta que Andrés Allamand fue designado como ministro. Su mantuvo como subsecretario hasta el término de la administración en marzo de 2014.
En mayo de 2014, fue elegido vicepresidente de RN, asumiendo en junio del mismo año junto al resto de la mesa liderada por Cristián Monckeberg.
Para la segunda administración de Piñera en marzo de 2018, es designado como subsecretario de Agricultura. Se mantuvo en el cargo hasta el 27 de noviembre de 2019, cuando fue nombrado subsecretario para las Fuerzas Armadas.

## Historial electoral

### Elecciones parlamentarias de 1993
- Elecciones parlamentarias de 1993, candidato a diputado por el distrito 10, Cabildo, La Calera, Hijuelas, La Cruz, La Ligua, Nogales, Papudo, Petorca, Puchuncaví, Quillota, Quintero y Zapallar[9]

### Elecciones parlamentarias de 1997
- Elecciones parlamentarias de 1997, candidato a diputado por el distrito 10, Cabildo, La Calera, Hijuelas, La Cruz, La Ligua, Nogales, Papudo, Petorca, Puchuncaví, Quillota, Quintero y Zapallar[10]

### Elecciones parlamentarias de 2001
- Elecciones parlamentarias de 2001, candidato a diputado por el distrito 10, Cabildo, La Calera, Hijuelas, La Cruz, La Ligua, Nogales, Papudo, Petorca, Puchuncaví, Quillota, Quintero y Zapallar[11]

### Elecciones parlamentarias de 2005
- Elecciones parlamentarias de 2005, para el Distrito 10, Cabildo, La Calera, Hijuelas, La Cruz, La Ligua, Nogales, Papudo, Petorca, Puchuncaví, Quillota, Quintero y Zapallar[12]

### Elecciones parlamentarias de 2009
- Elecciones parlamentarias de 2009, candidato a diputado por el distrito 10, Cabildo, La Calera, Hijuelas, La Cruz, La Ligua, Nogales, Papudo, Petorca, Puchuncaví, Quillota, Quintero y Zapallar[13]